# شبه‌متریک
در ریاضیات فضای شبه متریک حالت کلی تر فضای متریک است که بر خلاف فضای متریک در آن فاصله بین دو نقطه می تواند صفر  باشد(یعنی در یک مختصات در این فضا می توانیم چندین نقطه داشته باشیم). یک فضای شبه متریک با نماد ({\displaystyle X,d}) تعریف می شود که در آن X مجموعه ای از نقاط در این فضا و d تابع تخمین فاصله است ({\displaystyle d:X\times X\rightarrow R^{+}}) این تابع خصیصه های زیر را دارا است، برای هر x , y , z در مجموعه نقاط فضا X({\displaystyle \forall x,y,z\in X}) :
1. {\displaystyle d(x,x)=0} فاصله هر نقطه با خود صفر است.
2. {\displaystyle d(x,y)=d(y,x)} خاصیت تقارن.
3. {\displaystyle \exists \;x,y\in X,\;x\neq y\;\And \;d(x,y)=0} بر خلاف فضای متریک در یک مختصات نقاط متفاوتی می توانند وجود داشته باشند که فاصله آن ها صفر است.
4. {\displaystyle d(x,z)\leq d(x,y)+d(y,z)} نامساوی مثلثی.(متوجه تفاوت مفهوم این فضا در بودن نقاط متفاوت در یک مختصات و تاثیر آن رو امکان مساوی بودن این به اصطلاح نامساوی مثلثی باشید)

فرض کنیم X مجموعه‌ای دلخواه باشد. تابع d: X*X -→R را یک  شبه متریک روی X می‌نامیم هرگاه شرایط زیر برقرار باشد.
تعریف شبه متریک:
1. به ازای هر x,y که عضو مجموعه X باشد داشته باشیم: ۰≤ (d(x,y
2. به ازای هر x که عضو مجموعه X باشد داشته باشیم: d(x,x)=۰ (یعنی ممکن است فاصله برای x,y و x≠y داشته باشیم d(x,y)=۰)
3. به ازای هر x,y که عضو مجموعه X باشد داشته باشیم: (d(x,y)=d(y,x
4. به ازای هر x,y که عضو مجموعهX باشد داشته باشیم: (d(z,y)+d(x,z)≥ d(x,y[۱]